# Светогорски залив
Светогорският, Атонският или Сингитският залив (на гръцки: Κόλπος Άγιου Όρου; Σιγγιτικός κόλπος) е залив на Бяло море, разположен покрай югоизточното крайбрежие на Халкидическия полуостров, край северните брегове на Гърция. Заливът се простира между две от разклоненията на Халкидическия полуостров – Света гора (Атон) на североизток и Ситония на югозапад. Дължина му е 50 km, ширината на входа - 27 km, а дълбочина до 500 m. На север, в близост до провлака свързващ полуостров Света гора с Халкидическия полуостров е разположен остров Амуляни, а на запад край брега на полуостров Ситония – остров Диапорос. Приливите са полуденонощни, с височина под 0,5 m. На югозапад, по крайбрежието на полуостров Ситония около десетина провлекателни малки селца, край които има прекрасни плажове и хотелски комплекси.